# Juha Pasoja
Juha Pasoja (Kemi, 16 novembre 1976) è un allenatore di calcio, ex calciatore ed ex giocatore di calcio a 5 finlandese, di ruolo difensore.

## Carriera

### Club
Pasoja iniziò la carriera con le maglie di KTP-85, Jazz e Haka, prima di passare ai norvegesi dello HamKam. Debuttò nella Tippeligaen il 9 aprile 2006, nel pareggio a reti inviolate contro il Viking. Nella partita successiva, datata 17 aprile, segnò nella sconfitta per 2-1 sul campo del Sandefjord.
A fine stagione, la squadra retrocesse in Adeccoligaen, ma Pasoja contribuì all'immediata promozione. Lo HamKam retrocesse ancora nel 2008 e fece altrettanto nel 2009, scivolando nella Fair Play Ligaen. Così, al termine di quella stagione, il finlandese tornò in patria, per militare nelle file del JJK.

### Nazionale
Pasoja conta 16 presenze per la Finlandia. Debuttò il 16 novembre 2003, nel successo in amichevole per 2-1 contro l'Honduras.

## Palmarès

### Giocatore

#### Competizioni nazionali
- Coppa di Finlandia: 1

Haka: 2002
- Campionato finlandese: 1

Haka: 2004

### Allenatore

#### Competizioni nazionali
- Ykkönen: 1

JJK: 2016